# Oudenrijn (Utrecht)
Oudenrijn is een buurtschap in de Nederlandse gemeente Utrecht, in de gelijknamige provincie. De buurtschap is verdeeld over de woonplaatsen De Meern en Utrecht.
Het grootste deel van Oudenrijn ligt in De Meern. Dit deel wordt begrensd door het kanaal Leidse Rijn in het noorden, de Strijkviertel (met inbegrip van de percelen aan beide zijden) in het oosten, de Heycopperkade in het zuiden en de Achtkantemolenvliet (inclusief deze vliet) in het westen. Dit Meernse deel van Oudenrijn kan worden onderverdeeld in de buurt Bedrijvengebied Oudenrijn en de oostelijke helft van de woonbuurt De Meern Zuid.
Het andere, kleinere deel van Oudenrijn ligt in de Utrechtse wijk Leidsche Rijn. Dit deel wordt begrensd door de Leidse Rijn in het noorden, de autosnelwegen A2, knooppunt Oudenrijn en A12 (zonder deze wegen zelf) in het oosten en zuiden en de Strijkviertel (zonder deze weg en aanliggende percelen) in het westen. Binnen dit gedeelte liggen de woonbuurt Rijnvliet, Sportpark Rijnvliet en het recreatiegebied Strijkviertelplas.

## Geschiedenis
Oudenrijn was tot 1954 een zelfstandige gemeente. Aanvankelijk lag de oostgrens van deze gemeente dicht bij het Merwedekanaal in de stad Utrecht. Na de Tweede Wereldoorlog wilde Utrecht gaan bouwen op het Kanaleneiland, dat toentertijd grotendeels in Oudenrijn lag. In 1954 vond een gemeentelijke herindeling plaats, waarbij de oostgrens van Oudenrijn naar het westen opschoof tot aan de autosnelweg A2. Het overblijvende deel van Oudenrijn werd te klein geacht voor een zelfstandig voortbestaan en ging op in de nieuw gevormde gemeente Vleuten-De Meern.
In deze nieuwe gemeente werden in de jaren 1960 ongeveer 1200 woningen gebouwd, waarvan ruim de helft in Oudenrijn. Het voormalige gemeentehuis van Oudenrijn was niet meer als zodanig in gebruik, maar erachter verrezen honderden nieuwe woningen.
Vanaf het midden van de jaren 1950 ontwikkelde de weg met de naam Strijkviertel zich tot een industriegebied. Dankzij de nabijheid van de A2 en de A12 breidde dit gebied zich snel uit in westelijke richting. In 1955 was de Strijkviertel een rustige landweg op ruim een kilometer afstand van het dorp De Meern; in 2000 had dit industriegebied bijna de bebouwde kom bereikt. Slechts het Meentpark scheidt het bedrijvengebied van de woonbuurt De Meern Zuid.
Inmiddels is de gemeente Vleuten-De Meern ook verleden tijd. Sinds 2001 maken de woonplaatsen De Meern, Vleuten en Haarzuilens deel uit van de gemeente Utrecht. Deze gemeente heeft de naam van het industriegebied Strijkviertel veranderd in Bedrijvengebied Oudenrijn.

## Aantal inwoners
Omdat de buurtschap Oudenrijn geen officiële buurt is van de gemeente Utrecht en doordat het buurtniveau het laagste niveau is waarop bevolkingscijfers worden gepubliceerd, is een exact aantal inwoners van deze buurtschap niet te geven. Het aantal inwoners van De Meern Zuid bedraagt 6.341 in 2019. Ruim de helft hiervan woont in het gebied van de vroegere gemeente Oudenrijn. In het oostelijk deel van Oudenrijn wonen enkele honderden personen, maar dit aantal stijgt snel door de bouwactiviteiten in de buurt Rijnvliet.
Door de maatschappijen U-OV en Syntus, die door dit gebied rijden, wordt de bushalte Rijnvliet aangeduid als liggend in De Meern, maar dit is onjuist. De buurt Rijnvliet maakt deel uit van de Utrechtse wijk Leidsche Rijn. In het verleden behoorde Rijnvliet wel tot De Meern. Bovendien is de afstand van Rijnvliet tot het centrum van De Meern korter dan tot Leidsche Rijn Centrum. Mogelijk is dit een verklaring voor het misverstand.

## Bezienswaardigheden
- Rijksstraatweg 20. Van 1859 tot 1940 was hier de Onze Lieve Vrouw ten Hemelopnemingskerk gevestigd. De parochie die hier zetelde verhuisde in het jaar 1940 naar een nieuw en groter kerkgebouw in het centrum van De Meern. Hierna werd het voormalige kerkgebouw verkocht aan de Hollandia Zijspanfabriek onder de voorwaarde dat deze koper het zodanig zou veranderen dat het er van buiten niet langer uitzag als een kerk.[1] Zo werden spitsboogvensters aan de bovenzijde rechtgetrokken en de kleine torens aan weerszijden van de ingangspartij verwijderd. Enkele decennia later betrok een andere gebruiker, metaalbedrijf Metak, dit pand. Dit heeft tot 2011 geduurd.[2][3] Daarna stond het enkele jaren leeg, totdat het in 2015 een culturele bestemming kreeg. Het staat sindsdien bekend als de Metaal Kathedraal en fungeert als artistieke broedplaats. De hoofdbouw is door een tussenvloer (daterend uit de tijd van het industriële gebruik) verdeeld in een benedenruimte en een bovenzaal. De bovenzaal heeft nog de originele kap- en gewelfconstructie in neogotische stijl. Deze wordt onder andere gebruikt voor kleine theatervoorstellingen en tv-uitzendingen.

## Geboren
- Adriaan van der Weijden, beeldend kunstenaar, die in 1940 de Prix de Rome won. Zie verder De Meern#Geboren in De Meern
- Ada Hofman (1946), tuinontwerper
- Lex de Regt (1947-1991), acteur, toneelregisseur